# Wiesław Müldner-Nieckowski

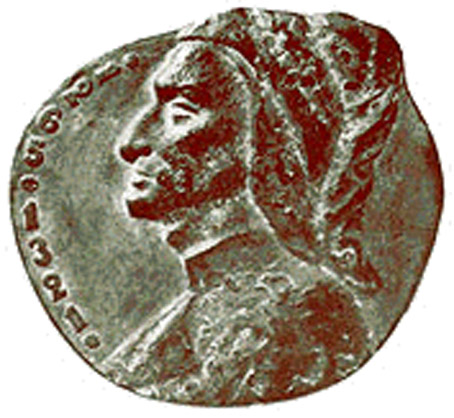
Dante Alighieri (1965, medal, brąz)

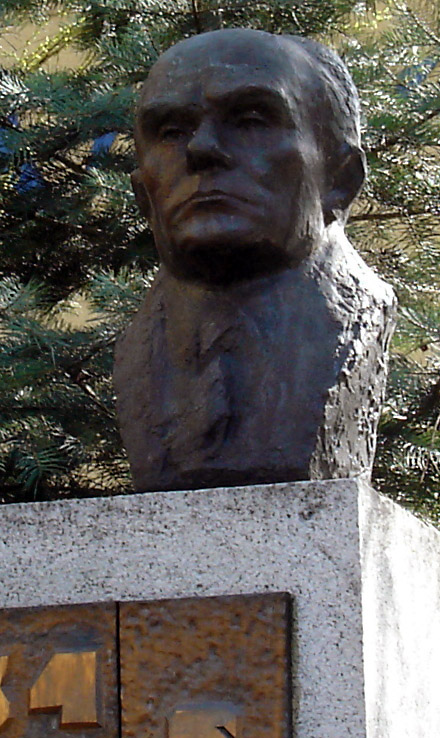
Pomnik Stefana Żeromskiego w Warszawie (ok. 1975)

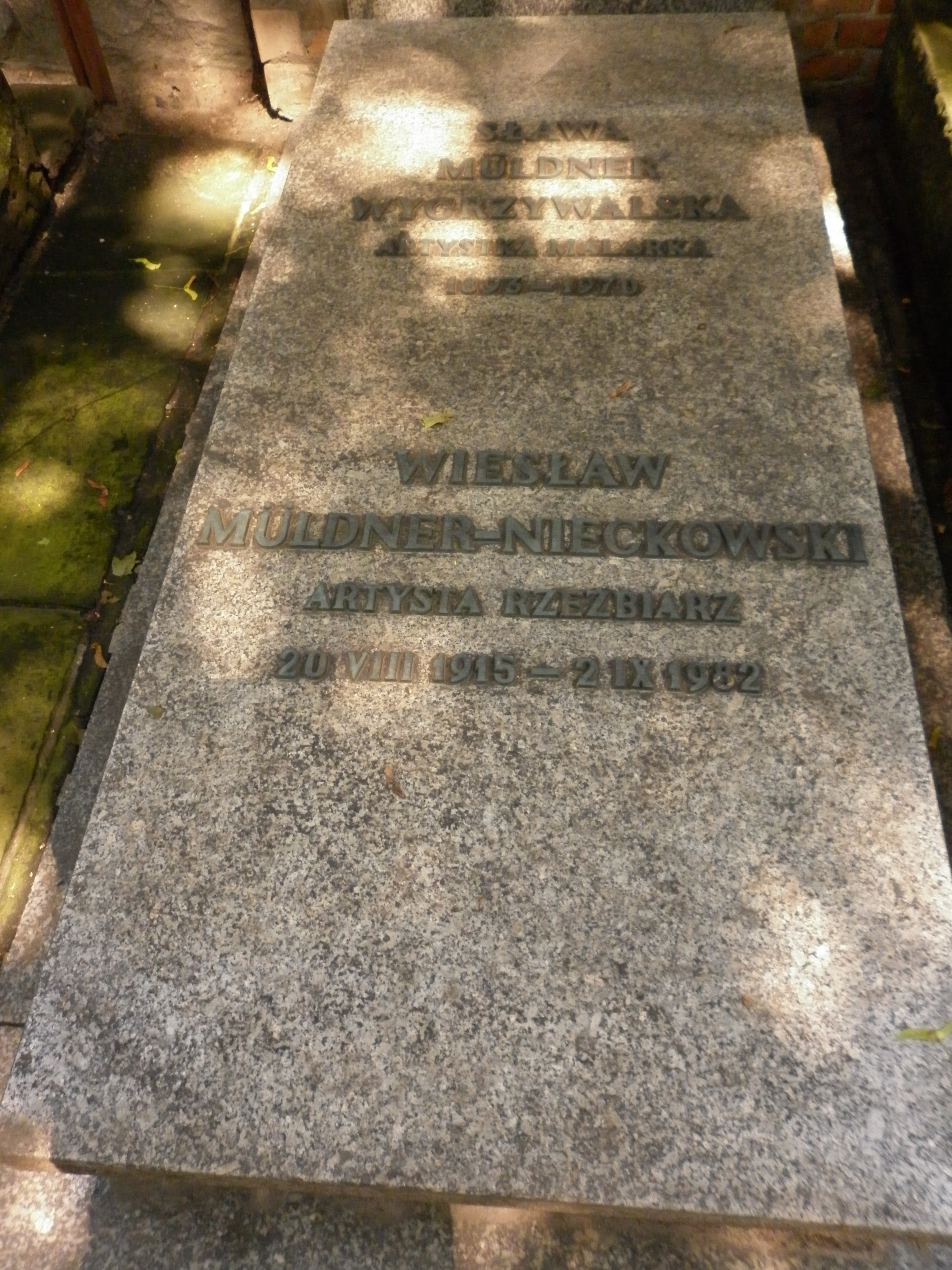
Grób Wiesława Müldnera-Nieckowskiego na cmentarzu Powązkowskim w Warszawie

Wiesław Müldner-Nieckowski, właśc. Emil Wiesław Müldner-Nieckowski (ur. 20 sierpnia 1915 w Zatorze, zm. 2 września 1982 w Warszawie) – polski rzeźbiarz, malarz, rysownik, architekt wnętrz.

## Życiorys
Pochodził ze spolonizowanej w XVIII w. gałęzi niemieckiego rodu Müldner de Mülheim herbu własnego. Urodził się 20 sierpnia 1915 w Zatorze. Był synem inż. Gustawa Müldnera, profesora lwowskiej Szkoły Technicznej, który był także malarzem, ale nie wystawiał ani nie sprzedawał swoich prac. Jego matka, Sława Müldner-Wygrzywalska z domu Łapicka (1893–1970), była malarką, głównie akwarelistką, i konserwatorem zabytków. Miał brata Wacława.
Dzieciństwo i młodość spędził we Lwowie. Od 1925 do 1933 kształcił się w IV Państwowym Gimnazjum im. Jana Długosza we Lwowie. W 1937 ukończył studia prawa na Wydziale Prawa Uniwersytetu Jana Kazimierza we Lwowie, uzyskując tytuł magistra praw (nigdy tego zawodu nie uprawiał, choć przygotowywał pracę doktorską, której obronę uniemożliwił wybuch wojny). Ponadto ukończył rzeźbę i malarstwo w Académie de la Grande Chaumiére w Paryżu (1933–1939) oraz architekturę wnętrz w Wyższej Szkole Sztuk Plastycznych w Poznaniu (1954–1961).
W czasie II wojny światowej zgodnie z tradycją rodzinną posłużył się nazwiskiem Władysław Nieckowski (dosłowne spolszczenie nazwiska Müldner), którego po raz pierwszy użył jego dziadek Wilhelm Müldner, kiedy uciekał z Sybiru jako zesłany tam powstaniec styczniowy (1867). Imię Emil występuje tylko w dokumentach oficjalnych – nigdy go nie używał. Podczas okupacji niemieckiej był żołnierzem Armii Krajowej, ps. „Mały”.
Po wojnie, w latach 1945–1949, mieszkał w Zielonej Górze, był jednym z pionierów polskiego zasiedlenia tego miasta. Stworzył tam m.in. kabaret „Zielony Kot”, brał udział w organizowaniu życia artystycznego. W 1949 przeniósł się z rodziną do Warszawy, gdzie mieszkał do śmierci. Przez wiele lat tworzył w pracowni przy ul. Świętojańskiej na Starym Mieście. Był także związany z Podkową Leśną, gdzie pod koniec życia wybudował nową pracownię rzeźbiarską.
Był aktywnym członkiem Związku Polskich Artystów Plastyków (ZPAP), m.in. przez wiele lat jego wiceprezesem. W ramach ZPAP stworzył Komisję Medalierską, która miała za zadanie promować polskich artystów rzeźbiarzy zajmujących się medalierstwem, a zwłaszcza przyciągać do tego gatunku rzeźby młodych artystów. Komisja ta odegrała dużą rolę w propagowaniu polskiego medalu za granicą. Pozostawał jej przewodniczącym (Medalierstwa ZPAP) do końca życia. Przez wiele lat zasiadał także w zarządzie międzynarodowym Federacji Medalierstwa (FIDEM).
Był żonaty z Halszką. Miał synów: Piotra, pisarza, lekarza, językoznawcę, którego żona Małgorzata była rzeźbiarką, i Jacka, rzeźbiarza, oraz córkę Małgorzatę. Jego wnuczką jest Sara Müldner.
Zmarł 2 września 1982 w Warszawie, pochowany 9 września 1982 w grobowcu matki na cmentarzu Powązkowskim (kwatera Aleja Zasłużonych-1-137).

## Twórczość
Jako rzeźbiarz i malarz uprawiał realizm, ale pozbawiony mimetyzmu, odwzorowywania rzeczywistości; wolał impresję i ekspresję. Jego styl cechował się skrótem rysunku, syntezą płaszczyzn i brył. Rzadko wykonywał dzieła w innej konwencji – obowiązujący w latach 60. abstrakcjonizm uważał za przemijającą modę, która ogranicza inwencję twórczą i nie wymaga szczególnych zdolności plastycznych, choć nie wykluczał istnienia arcydzieł abstrakcjonistycznych: wysoko cenił np. Henry’ego Moore’a, Brăncuşiego. Za arcymistrza rzeźby uważał jednak Michała Anioła.
Uznanie na świecie zyskał głównie jako autor medali artystycznych, które rzadko tworzył na zamówienie lub w celach pamiątkowych. Otrzymywał jednak także nagrody na międzynarodowych konkursach na pomniki (np. Pomnik Buddy w Nowym Delhi, Pomnik Chana Asparucha w Sofii). Sztukę medalierstwa uważał za dziedzinę rzeźby, która nie ma nic wspólnego z rzemiosłem. Jego zdaniem medal może mieć charakter równie monumentalny co rzeźba pełna. Był współtwórcą tego kierunku w rzeźbie po II wojnie światowej. Jako jeden z pierwszych zrezygnował z klasycznych form medalu o kształtach geometrycznych (koło, wielokąt). W modelowaniu medali dążył do uzyskania wyrazistego efektu przestrzennego przy zachowaniu maksymalnej płaskości reliefu, z wykorzystaniem skrótu rysunku rzeźbiarskiego. Wrażenie „bryły w płaskiej powierzchni” potęgowało się dzięki opracowanym przez niego nowym technikom trwałego patynowania metali, nadającego im zmienną, zimną kolorystykę (zieleni, błękitów, szarości). Próbował również innych technik, m.in. ceramiki, rzeźbienia w szkle, wykorzystania grafiki w rzeźbie. Niektóre jego prace miały formę pośrednią między medalem a małą rzeźbą pełną.
Był autorem licznych rzeźb wolnostojących i wkomponowanych w architekturę Starego i Nowego Miasta oraz w innych miejscach Warszawy (m.in. Biały niedźwiedź, Rynek Nowego Miasta, Osaczony dzik, ul. Freta, Cztery wiatry, ul. Długa 38/40, Tympanon Pałacu Prymasowskiego, Dziewczyna z książką, Park Kultury, Słońce i motyl, Osiedle Młodych, Gladiator – rzeźba nad szczytem tympanonu Pałacu Krasińskich), płaskorzeźb (np. we wnętrzach Pałacu Ostrogskich przy ul. Tamka w Warszawie), pomników (m.in. Stefan Żeromski, Warszawa, ul. Obozowa róg Deotymy; Mickiewicz na Krymie, 1976, Biblioteka Miasta Stołecznego Warszawy, ul. Koszykowa 26). Uprawiał także sztukę sakralną, np. w kościele pw. Świętej Trójcy w Białobrzegach (miasto w woj. mazowieckim) znajdują się dwa jego duże obrazy „Święci Apostołowie Piotr i Paweł” (1959), „Święty Roch” (1959) – obydwa utrzymane w stylu realizmu postimpresjonistycznego, „Droga Krzyżowa”, rzeźbiarskie zwieńczenie ołtarza („Aniołki”), tabernakulum, płaskorzeźba „Matka Boska Ostrobramska”.
Do jego ważniejszych wystaw indywidualnych należały ekspozycje w Zakopanem (1955), Warszawie (1956, 1965, 1976, 1977, a w Zachęcie 1979–1980), Paryżu (1960), Hamburgu (1965), w Zielonej Górze (głośna wystawa pośmiertna 1995). Ponadto brał udział w ponad 400 wystawach zbiorowych w kraju i za granicą, m.in. w Salonie Jesiennym w Paryżu (1960 – m.in. obraz Dachy Paryża).
Otrzymał liczne nagrody artystyczne za rzeźby, obrazy, grafiki i medale w kraju i za granicą, m.in. Nagrodę rządu francuskiego „Za wkład w życie twórcze Paryża” (1960), Nagrodę Ministra Kultury i Sztuki (1969), Nagrodę Miasta Warszawy za całokształt twórczości artystycznej (1978), Nagrodę Ministra Obrony Narodowej w dziedzinie plastyki (1980), nagrody na międzynarodowych konkursach medalierskich (Arezzo 1964, 1965, 1967, Paryż 1967, 1975, Madryt 1968, Montecatini 1969, Moskwa 1970).
Jego prace znajdują się w zbiorach muzealnych i prywatnych w kraju i za granicą. Największy zbiór rzeźb, medali, obrazów i rysunków zgromadziło Muzeum Ziemi Lubuskiej w Zielonej Górze. Duży zbiór medali posiada Muzeum Sztuki Medalierskiej we Wrocławiu. Medale i rzeźby pełne znajdują się także w innych muzeach, np. w Muzeum Wojska Polskiego i Muzeum Narodowym w Warszawie, Museo Dantesco w Ravennie (Włochy), British Museum w Londynie i wielu innych.

## Ordery i odznaczenia[2]
- Krzyż Kawalerski Orderu Odrodzenia Polski
- Srebrny Medal „Za zasługi dla obronności kraju”
- Brązowy Medal „Za zasługi dla obronności kraju”
- Odznaka „Zasłużony Działacz Kultury”
- Złota Odznaka honorowa „Za Zasługi dla Warszawy”
- Złota Odznaka ZPAP